# Max Adler (sociolog)
Max Adler (Beč, 15. siječnja 1873. – Beč, 28. lipnja 1937.) bio je austrijski filozof i sociolog, neokantist, svoja je istraživanja usmjerio k traženju odgovora na pitanje je li moguće sociologiju podvrgnuti spoznajnokritičkom propitivanju. Kao maksistički revizionist, pokušava u metodološkoj i logičkoj domeni pronaći dodirne točke između Kantove i Marxove misli.    
Skupa s Rudolfom Hilferdingom izdavač niza publikacija koje su se bavile marksističkom teorijom Marx-Studien.

## Djela
- Immanuel Kant zum Gedächtnis. Gedenkrede zum 100. Todestag. Wien 1904.
- Kausalität und Teleologie im Streite um die Wissenschaft. In: Marx-Studien. Bd. 1, Wien 1904, S. 195–433.
- Marx als Denker. Berlin 1908 (Digitalisat 2. umgearb. Aufl. Wien 1921).
- Der Sozialismus und die Intellektuellen. Wien 1910 (1919, 1920 und 1923).
- Der soziologische Sinn der Lehre von Karl Marx. Leipzig 1914.
- Wegweiser. Studien zur Geistesgeschichte des Sozialismus. Stuttgart: Dietz 1914 (Onlinefassung).
- Prinzip oder Romantik! Sozialistische Betrachtungen zum Weltkriege. Nürnberg 1915.
- Demokratie und Rätesystem. Wien 1919.
- Engels als Denker. Berlin 1920 (1925).
- Die Staatsauffassung des Marxismus. Ein Beitrag zur Unterscheidung von soziologischer und juristischer Methode. Wien 1922.
- Das Soziologische in Kants Erkenntniskritik. Wien 1924.
- Kant und der Marxismus. Berlin 1925; davon Neudruck: Ahlen 1975, ISBN 3-511-09020-2.
- Politische oder soziale Demokratie. Berlin 1926.
- Lehrbuch der materialistischen Geschichtsauffassung, 2 Bde. Berlin 1930/32.
- Linkssozialismus. Notwendige Betrachtungen über Reformismus und revolutionären Sozialismus, Karlsbad 1933.
- Das Rätsel der Gesellschaft. Zur erkenntnis-kritischen Grundlegung der Sozialwissenschaft. Wien 1936.
- Max Stirner und der moderne Sozialismus. Feuilletons aus der Arbeiter-Zeitung vom Oktober 1906. Wien 1992, ISBN 3-900434-36-0.
- Marx und Engels als Denker. Eingeleitet von Thomas Meyer. makol Verlag, Frankfurt am Main 1972.